# Petica
Petica je bila sportska emisija o europskom nogometu koja se prikazivala na HTV-u od 1995. do 2006. Donosila je cjelovit pregled pet najjačih europskih nogometnih liga (Engleska, Italija, Španjolska, Njemačka, Francuska). 
Bila je popularna i gledana pa se i danas u žargonu za najjače nogometne lige upotrebljava izraz „lige petice”. U nekim sezonama imala je i dodatke Šesti element (zanimljivosti ostalih europskih liga) te Hrvati u Europi. Autor koncepta i prvi urednik bio je Božo Sušec.
Uz Božu Sušeca su u ovome projektu sudjelovali i Drago Ćosić, Stjepan Balog, Željko Vela, Ivan Blažičko te Tomislav Cvitković.